# Orsa bilineatus
Orsa bilineatus là một loài bướm đêm trong họ Noctuidae.